# Centralnoukraiński Narodowy Uniwersytet Techniczny
Centralnoukraiński Narodowy Uniwersytet Techniczny (ukr. Центральноукраїнський національний технічний університет, ЦНТУ) – ukraińska techniczna szkoła wyższa w Kropywnyckim. Kształcenie prowadzone jest w różnych specjalnościach na 7 fakultetach.

## Historia
W kwietniu 1929 został założony Zinowjewski Wieczorowy Robotniczy Instytut Inżynierii Rolniczej (ukr. Зінов'євський вечірній робітничий інститут сільськогосподарського машинобудування). Po czterech latach 26 lutego 1933 Ludowy Komisariat Przemysłu Ciężkiego ZSRR nakazał jego likwidację. Większość studentów likwidowanego Instytutu została przeniesiona do zorganizowanego Zinowjewskiego Technikumu Inżynierii Rolniczej (ukr. Зінов'євський технікум сільськогосподарського машинобудування).
W latach 1934–1939 nazywał się Kirowski Technikum Inżynierii Rolniczej (ukr. Кіровський технікум сільськогосподарського машинобудування), a potem Kirowohradzki Technikum Inżynierii Rolniczej (ukr. Кіровоградський технікум сільськогосподарського машинобудування).
W maju 1956 roku zgodnie z zarządzeniem Ministra Szkolnictwa Wyższego i Średniego Kształcenia Specjalistycznego ZSRR na podstawie Technikum został organizowany Kirowohradzki wydział wieczorowy Politechniki Charkowskiej (ukr. Кіровоградське вечірнє відділення Харківського політехнічного інституту). 
W 1962 roku uczelnia została reorganizowana w Kirowohradzką Filię Politechniki Charkowskiej (ukr. Кіровоградський філіал Харківського політехнічного інституту). Dopiero 9 czerwca 1967 roku na bazie filii został utworzony Kirowohradzki Instytut Inżynierii Rolniczej (ukr. Кіровоградський інститут сільськогосподарського машинобудування).
14 grudnia 1998 roku został reorganizowany w Kirowohradzki Państwowy Uniwersytet Techniczny (ukr. Кіровоградський державний технічний університет).
5 marca 2004 uniwersytet otrzymał nazwę Kirowohradzki Narodowy Uniwersytet Techniczny. W 2016 roku, w związku ze związaną z dekomunizacją zmianą nazwy miasta, uczelni nadano obecną nazwę.